# Diaglena spatulata
Diaglena spatulata är en groddjursart som först beskrevs av Günther 1882.  Diaglena spatulata ingår i släktet Diaglena och familjen lövgrodor. IUCN kategoriserar arten globalt som livskraftig. Inga underarter finns listade i Catalogue of Life.